# Сан Клементе (Терамо)
Сан Клементе (итал. San Clemente) је насеље у Италији у округу Терамо, региону Абруцо.
Према процени из 2011. у насељу је живело 15 становника. Насеље се налази на надморској висини од 424 м.